# +57 (canción)
«+57» es una canción de los cantantes colombianos Karol G, Feid y DFZM, con la participación de Ovy on the Drums, J Balvin, Maluma, Ryan Castro y Blessd. Se lanzó el 7 de noviembre de 2024 a través de Bichota Records e Interscope. La canción fue escrita por todos los intérpretes y Keityn, y producida por Ovy on the Drums. El título de la canción hace referencia al prefijo telefónico colombiano.
La canción fue anunciada el 4 de noviembre de 2024 a través de las plataformas de redes sociales de Karol G. Tras su estreno, la letra de la canción ha sido objeto de diversas controversias por parte de detractores que hablaban sobre un contenido «vulgar» y sobre una «mala representación de Colombia».

## Producción y composición
Aunque su título hace referencia al número telefónico de Colombia, y se podría dar entender que sería algo relacionado con la cultura nacional, según los compositores y cantantes que la interpretan es «una canción de reggaetón que explora temas de libertad, deseo y las complejidades de los enredos románticos, especialmente en el contexto de las relaciones y la atracción».
El video musical fue lanzado junto con el sencillo el 7 de noviembre de 2024, y como se esperaba, muestra a los cantantes en el estudio grabando la canción.

## Recepción crítica
En una reseña negativa para la revista Rolling Stone en español , Martín Toro citó "+57" como «decepcionante» y afirmó que «la canción, a pesar de la presencia de tantos artistas talentosos, ninguno logra destacar de manera memorable. La estructura de la canción, basada en versos repetitivos y líneas genéricas, impide que las cualidades individuales de cada cantante brillen».

### Controversia
La canción recibió duras críticas por parte de la población debido un «contenido vulgar» en la canción, en el cual, la mayoría citaba una frase mencionada en la canción «Mamacita desde los fourteen, Entra a la disco y se le siente el ki, Mami, estos shots yo me los doy por ti». Según se afirmaba, esta frase «hacía alusión a una joven que empezaba a asistir a discotecas», lo cual es una problemática en varias partes de Colombia como Medellín, lugar oriundo de la interpretes de esta. Otras frases mencionadas a lo largo de la canción relacionadas con una «posible sexualización de la mujer» también generaron revuelo.

Debido a eso, el 11 de noviembre de 2024, Karol G emitió una disculpa a través de su cuenta de Instagram, declarando: 
«Como artistas, estamos expuestos a la opinión pública y a las interpretaciones individuales de quienes nos aprecian y de quienes difieren de lo que hacemos. Siento mucha frustración por la desinformación que se ha dado sobre las publicaciones falsas que supuestamente hice y borré de Twitter, una cuenta que no he usado durante más de seis meses. En este caso, lamentablemente, la letra de una canción, con la que buscaba celebrar la unión entre artistas y destacar a mi gente… fue sacada de contexto. Nada de lo que se dice en la canción tiene la dirección que se le ha dado, ni fue dicho desde esa perspectiva, pero escucho, asumo la responsabilidad y me doy cuenta de que aún tengo mucho que aprender. Me siento muy afectado y pido disculpas de todo corazón.»
La revista Billboard comentó sobre su disculpa, diciendo: «Vale la pena señalar que Karol no canta la línea sobre la chica de 14 años, sino algunos de los hombres en la canción, pero ella es la que se disculpa».
Tras la reacción negativa, el 13 de noviembre se cambió la letra en todas las plataformas, ahora citando la frase de «Mamacita desde los eigthteen». Aunque según varios usuarios en línea «pese a la eliminación de la frase de los catorce años, el resto de contenido sugerente y explicito sigue en la canción».
Además, el Congreso de la República de Colombia también recogió firmas para que la canción sea retirada de las plataformas digitales debido a dicha letra. El presidente venezolano, Nicolás Maduro, arremetió contra Karol G y el resto de compositores de la canción en una conferencia transmitida por televisión.
En marzo de 2025, presentaron el caso de la canción +57 al Consejo de Estado de Colombia por medio de una petición de tutela para que sea removida de las plataformas. El 7 de abril, el consejo dio el veredicto final, «que pese a que la canción no seria eliminada de ningún lado, debido a que el contendió mas problemático ya estaba removido, esta vulnero los derechos de los menores de edad en su tiempo».

## Posicionamiento en las listas
| Posicionamiento (2024)                     | Mejor posición |
| ------------------------------------------ | -------------- |
| Argentina (Argentina Hot 100)              | 62             |
| Bolivia (Billboard)                        | 8              |
| Chile (Billboard)                          | 9              |
| Colombia (Billboard)                       | 1              |
| Ecuador (Billboard)                        | 1              |
| Global 200 (Billboard)                     | 20             |
| Perú (Billboard)                           | 8              |
| España (PROMUSICAE)                        | 4              |
| Estados Unidos (Billboard Hot 100)         | 62             |
| Estados Unidos (Hot Latin Songs Billboard) | 4              |
| Turquía (Radiomonitor Türkiye)             | 3              |